# Capvern
Capvern é uma comuna francesa na região administrativa de Occitânia, no departamento dos Altos Pirenéus. Estende-se por uma área de 21,84 km², Em 2010 a comuna tinha 1 293 habitantes (densidade: 59,2 hab./km²)..